# Cupa României 1936/37
Der Cupa României im Jahr 1937 war das vierte Turnier um den rumänischen Fußballpokal. Sieger wurde Rapid Bukarest, das sich im Finale gegen Titelverteidiger Ripensia Timișoara durchsetzen konnte.

## Modus
Die Klubs der Divizia A stiegen erst in der Runde der letzten 32 Mannschaften ein. Es wurde zunächst jeweils nur eine Partie ausgetragen. Stand diese nach 90 Minuten unentschieden, folgte eine Verlängerung von 30 Minuten. Erst wenn diese ebenfalls unentschieden endete, wurde ein Rückspiel ausgetragen, um eine Entscheidung herbeizuführen. Endete auch das Rückspiel nach Verlängerung unentschieden, wurde so lange das Heimrecht getauscht, bis ein Sieger feststand.

## Sechzehntelfinale
| Datum         |                           | Ergebnis             |                                |
| ------------- | ------------------------- | -------------------- | ------------------------------ |
| 20. März 1937 | Sportul Studențesc        | 4:1n. V. (1:1, 0:1)  | Telefon Club Bukarest          |
| 21. März 1937 | Rapid Bukarest            | 3:1 (1:1)            | CAO Oradea                     |
|               | Venus Bukarest            | 2:1 (1:1)            | Chinezul Timișoara             |
|               | Phoenix Baia Mare         | n. V. 1:2 (1:0, 1:1) | Juventus Bukarest              |
|               | ACFR Brașov               | 1:3 (0:1)            | Unirea Tricolor Bukarest       |
|               | Franco Româna Brăila      | 3:4n. V. (2:2, 1:0)  | CAM Timișoara                  |
|               | Jahn Czernowitz           | 2:1 (0:1)            | Textila MV Iași                |
|               | Sporting Chișinău         | 1:0 (0:0)            | Industria Sârmei Câmpia Turzii |
|               | Victoria Constanța        | 3:0 (2:0)            | Maccabi Bukarest               |
|               | Craiu Iovan Craiova       | 0:2 (0:1)            | Victoria Cluj                  |
|               | Vulturii Textila Lugoj    | 4:0 (0:0)            | Mureșul Târgu Mureș            |
|               | Crișana Oradea            | 2:1 (0:1)            | AMEF Arad                      |
|               | Stăruința Oradea          | 0:2 (0:1)            | Jiul Petroșani                 |
|               | Tricolor CFPV Ploiești    | 1:2 (0:1)            | Universitatea Cluj             |
|               | Ripensia Timișoara        | 2:1 n. V. (1:1, 1:1) | Olimpia CFR Satu Mare          |
|               | Hermannstädter Turnverein | 0:2 (0:1)            | Gloria Arad                    |

## Achtelfinale
| Datum          |                          | Ergebnis             |                        |
| -------------- | ------------------------ | -------------------- | ---------------------- |
| 25. April 1937 | Gloria Arad              | 1:2 (0:0)            | Jiul Petroșani         |
|                | Unirea Tricolor Bukarest | 0:1 (0:0)            | Ripensia Timișoara     |
|                | Rapid Bukarest           | 7:3 (5:1)            | Jahn Czernowitz        |
|                | Sportul Studențesc       | 1:2 (1:2)            | Vulturii Textila Lugoj |
|                | Sporting Chișinău        | 1:3 (0:1)            | Venus Bukarest         |
|                | Universitatea Cluj       | 4:1 n. V. (1:1, 0:1) | Victoria Constanța     |
|                | Victoria Cluj            | 3:2 n. V. (2:2, 2:1) | Crișana Oradea         |
|                | CAM Timișoara            | 0:1 (0:1)            | Juventus Bukarest      |

## Viertelfinale
| Datum       |                    | Ergebnis             |                        |
| ----------- | ------------------ | -------------------- | ---------------------- |
| 9. Mai 1937 | Juventus Bukarest  | 4:0 (1:0)            | Vulturii Textila Lugoj |
|             | Venus Bukarest     | 4:1 n. V. (1:1, 1:1) | Jiul Petroșani         |
|             | Victoria Cluj      | 2:3 (2:0)            | Rapid Bukarest         |
|             | Ripensia Timișoara | 1:0 (0:0)            | Universitatea Cluj     |

## Halbfinale
| Datum        |                    | Ergebnis  |                   |
| ------------ | ------------------ | --------- | ----------------- |
| 30. Mai 1937 | Ripensia Timișoara | 5:2 (3:1) | Juventus Bukarest |
|              | Rapid Bukarest     | 5:1 (2:1) | Venus Bukarest    |

## Finale
| Paarung            | Rapid Bukarest – Ripensia Timișoara |
| Ergebnis           | 5:1 (1:1) |
| Datum              | 20. Juni 1937 |
| Stadion            | Stadionul ANEF, Bukarest |
| Zuschauer          | 15.000 |
| Schiedsrichter     | Denis Xifando (Bukarest) |
| Tore               | 1:0 Stefan Auer (4.) 1:1 Ștefan Dobay (40.) 2:1 Ioachim Moldoveanu (69.) 3:1 Iuliu Baratky (72.) 4:1 Ioachim Moldoveanu (75.) 5:1 Iuliu Baratky (86.)                                                                      |
| Rapid Bukarest     | Petre Rădulescu, Ștefan Wetzer, Nicolae Roșculeț, Vintilă Cossini, Gheorghe Rășinaru, Alexandru Cuedan, Stefan Auer, Ioachim Moldoveanu, Iuliu Baratky, Ștefan Barbu, Ion Bogdan Cheftrainer: Eduard Bauer ( Österreich)   |
| Ripensia Timișoara | Dumitru Pavlovici, Rudolf Bürger, Francisc Agner, Cornel Lazăr, Rudolf Kotormány, Vasile Deheleanu, Silviu Bindea, Ioan Oprean, Gheorghe Ciolac, Alexandru Schwartz, Ștefan Dobay Cheftrainer: Karl Heinlein ( Österreich) |